# La Gravette
Il sito di La Gravette è un sito archeologico sulle rive del Couze, un piccolo affluente del Gartempe, presso il villaggio di La Gravette, a Bayac, nella regione francese sud occidentale della Dordogna, che ha dato il nome alla cultura gravettiana del paleolitico superiore.

## Descrizione
Il sito fu scoperto nel 1880 da Chastaing, quindi nuovamente indagato da da Lacorre tra il 1930 e il 1954.
Il sito ha dato alla luce strumenti litici che hanno dato il nome alla cultura Gravettiana, diffusa in tutta Europa durante un arco temporale compreso tra 33 000 e 24 000 anni dal presente (BP - Before Present in inglese).